# Волбаш
Волбаш — река в России, протекает в Вологодском районе Вологодской области. Устье реки находится в 68 км по правому берегу реки Масляная. Длина реки составляет 12 км.
Исток Волбаша находится в 9 км к западу от посёлка Кипелово и в 52 км к западу от Вологды.
Генеральное направление течения — северо-восток, крупных притоков — нет. Течёт по лесистой, малонаселённой местности. Впадает в Масляную к западу от деревни Семёнково.

## Данные водного реестра
По данным государственного водного реестра России относится к Двинско-Печорскому бассейновому округу, водохозяйственный участок реки — Северная Двина от начала реки до впадения реки Вычегда, без рек Юг и Сухона (от истока до Кубенского гидроузла), речной подбассейн реки — Сухона. Речной бассейн реки — Северная Двина.
Код объекта в государственном водном реестре — 03020100312103000006370.